# 北京地下鉄昌平線
北京地下鉄昌平線（ペキンちかてつしょうへいせん、中文表記: 北京地铁昌平线、英文表記: Beijing Subway CHANGPING Line）は、中華人民共和国北京市海淀区の薊門橋駅と同市昌平区の昌平西山口駅を結ぶ北京地下鉄の路線。
路線図で使用されるラインカラーは■ピンク色、車両用の路線記号はCP。

## 沿革
- 2010年
  - 09月19日：南邵 - 西二旗間の基礎工事が終了し、乗客なしの試運転を開始[2]。
  - 12月30日：南邵 - 西二旗間が開通[3]。
- 2011年11月：平日夕ラッシュ時の運転間隔を10分から6分30秒に短縮。
- 2012年03月：平日朝ラッシュ時の運転間隔を10分から8分30秒に短縮。
- 2013年
  - 05月：平日朝ラッシュ時の運転間隔を6分30秒に短縮。
  - 12月28日：8号線朱辛荘 - 回龍観東大街間が開通、朱辛荘駅が乗換駅となる[4]。平日夕ラッシュ時の運転間隔を5分に短縮。土休日日中の運転間隔を14分30秒から12分に短縮。
- 2015年
  - 09月21日：昌平西山口 - 南邵間で乗客なしの試運転を開始[5]。
  - 12月26日：昌平西山口 - 南邵間が開通[6]。日中の運転間隔を10分に短縮。平日夕ラッシュ時の運転間隔を4分に短縮。
- 2016年30月10日：朝ラッシュ時の運転間隔を6分に短縮。
- 2017年
  - 02月17日：朝ラッシュ時の運転間隔を5分5秒に短縮。
  - 08月07日：朝ラッシュ時の運転間隔を4分45秒に短縮。深夜帯の運転間隔を10分から6分に短縮。
  - 11月21日：始発列車から午前8時までの最短運転間隔を4分に短縮。
- 2019年07月15日：始発列車から午前8時までの最短運転間隔を3分40秒に短縮。同時に沙河高教園 - 西二旗間の区間列車を朝ラッシュ時に運転。午前7時から午前7時40分までの間に沙河高教園始発列車を3本設定する。
- 2020年03月24日：最短運転間隔を2分に短縮。同時に昌平東関 - 西二旗間の区間列車をラッシュ時に運転し、沙河高教園 - 西二旗間の区間列車を夕ラッシュ時にも運転。朝ラッシュ時に北邵窪と鞏華城の2駅に限り通過列車を設定する。
- 2021年12月31日：西二旗 - 清河駅間が開通。
- 2023年
  - 02月04日：清河駅 - 西土城間（朱房北駅抜き）が開通[7]。
- 2024年12月15日：朱房北駅と薊門橋駅が開通。

## 使用車両
以下の車両が使用されている。
- SFM13型 - 6両編成

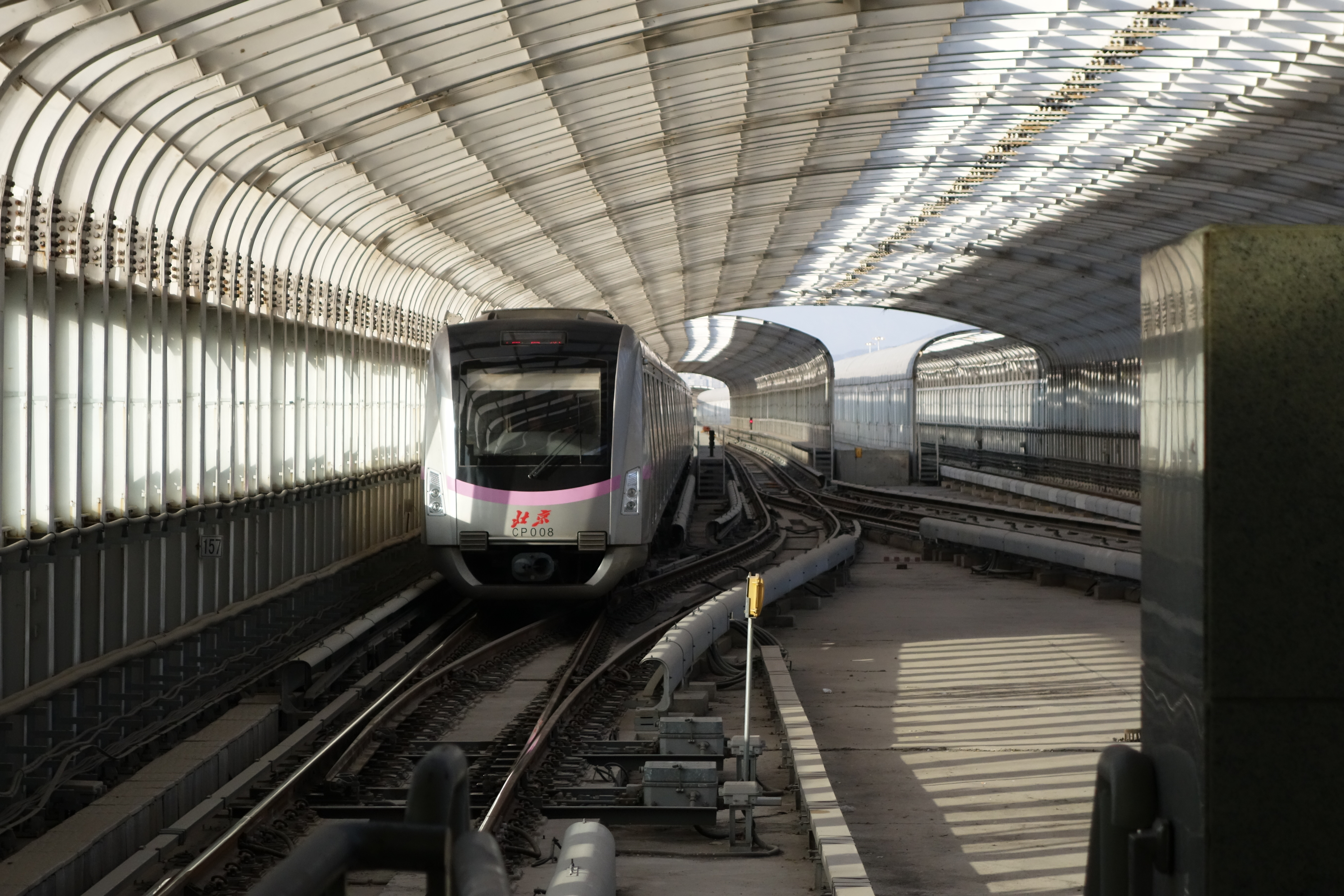
沙河高教園駅 (Shahe_University_Park_Station)にて。
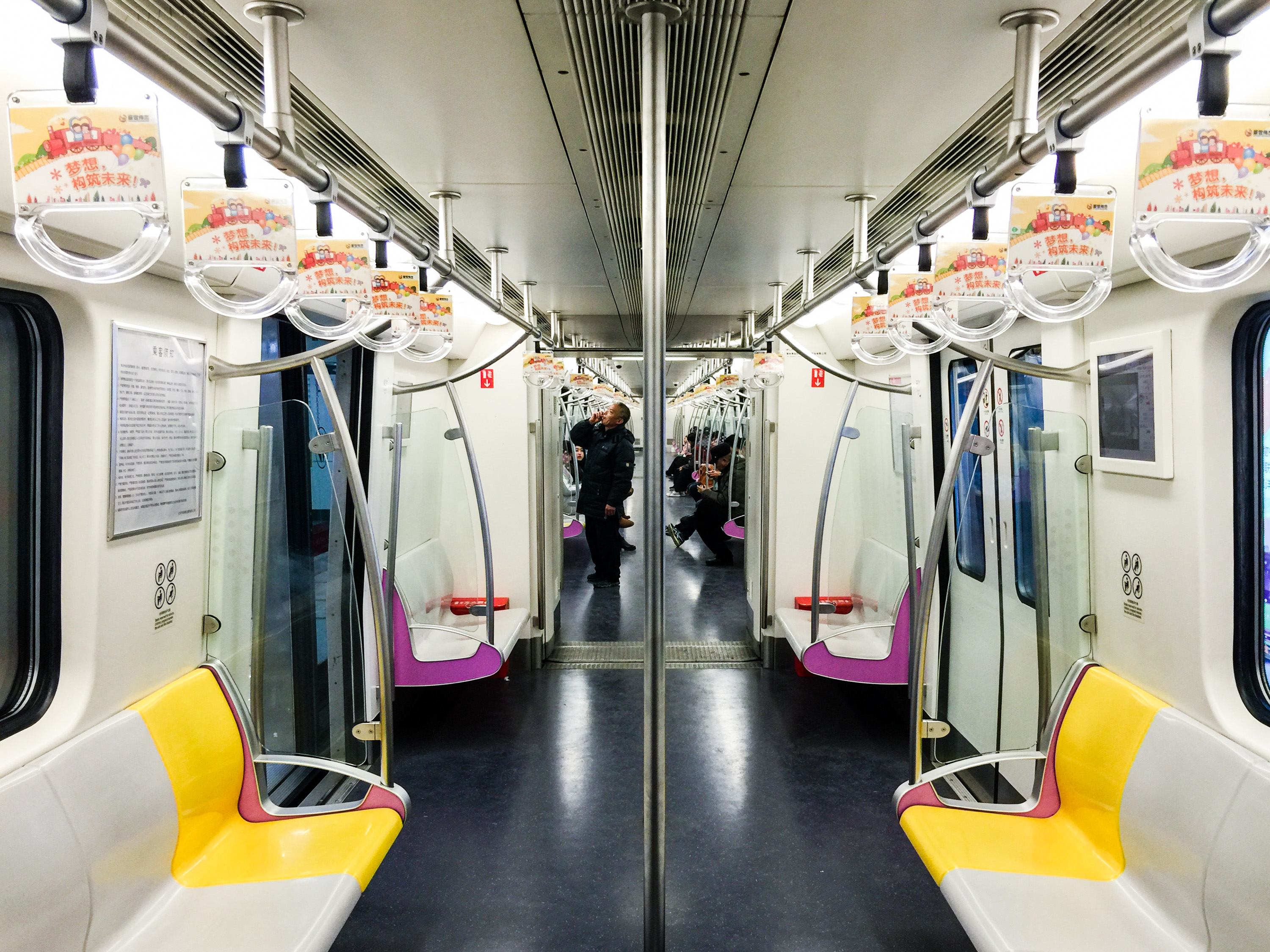
車内の様子。
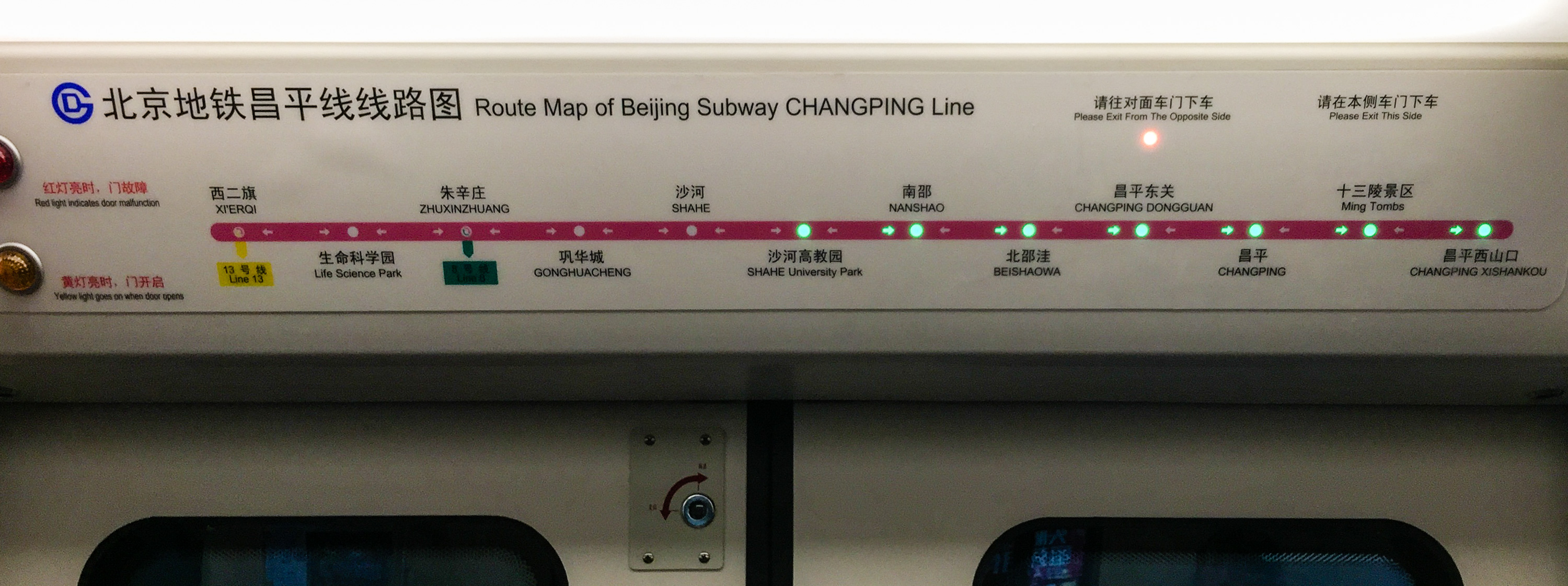
2015年12月時点の電光路線案内板。
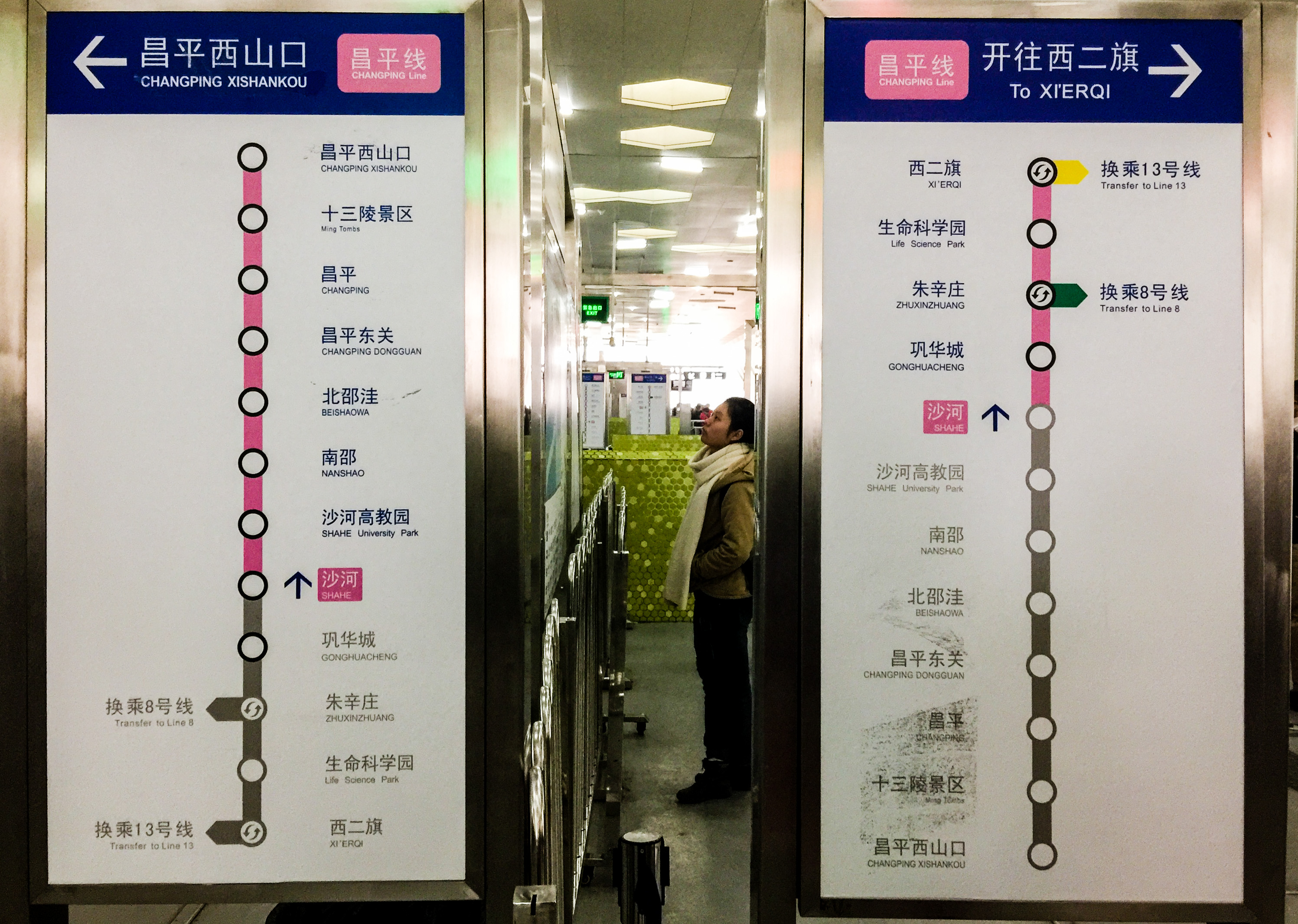
2015年12月時点の路線案内板。

## 利用状況
2014年の全年利用者数はおよそ5,733万人で、4年間で倍増した。。
| 年度   | 全年利用者数（万人） |
| ------ | -------------------- |
| 2011年 | 2,704                |
| 2012年 | 3,831                |
| 2013年 | 4,814                |
| 2014年 | 5,733                |

## 駅一覧
- 駅名欄の背景色が■で、駅名が斜体字で表示されている駅は未開業の駅であることを表す。

| 駅名         | 駅名         | 駅名                   | 駅間 キロ | 累計 キロ | 地上／地下 | 接続路線・備考      | 所在地 | 所在地 |
| 日本語       | 簡体字中国語 | 英語                   | 駅間 キロ | 累計 キロ | 地上／地下 | 接続路線・備考      | 所在地 | 所在地 |
| ------------ | ------------ | ---------------------- | --------- | --------- | ---------- | ------------------- | ------ | ------ |
| 昌平西山口駅 | 昌平西山口站 | Changping Xishankou    | 0.0       | 0.0       | 地下区間   |                     | 北京市 | 昌平区 |
| 十三陵景区駅 | 十三陵景区站 | Ming Tombs             | 1.213     | 1.213     | 地下区間   |                     | 北京市 | 昌平区 |
| 昌平駅       | 昌平站       | Changping              | 3.508     | 4.721     | 地下区間   |                     | 北京市 | 昌平区 |
| 昌平東関駅   | 昌平东关站   | Changping Dongguan     | 2.433     | 7.154     | 地下区間   |                     | 北京市 | 昌平区 |
| 北邵窪駅     | 北邵洼站     | Beishaowa              | 1.683     | 8.837     | 地下区間   |                     | 北京市 | 昌平区 |
| 南邵駅       | 南邵站       | Nanshao                | 1.958     | 10.795    | 地下区間   |                     | 北京市 | 昌平区 |
| 沙河高教園駅 | 沙河高教园站 | Shahe University Park  | 5.357     | 16.152    | 地上区間   |                     | 北京市 | 昌平区 |
| 沙河駅       | 沙河站       | Shahe                  | 1.964     | 18.116    | 地上区間   |                     | 北京市 | 昌平区 |
| 鞏華城駅     | 巩华城站     | Gonghuacheng           | 2.025     | 20.141    | 地上区間   |                     | 北京市 | 昌平区 |
| 朱辛荘駅     | 朱辛庄站     | Zhuxinzhuang           | 3.799     | 23.940    | 地上区間   | ■8号線              | 北京市 | 昌平区 |
| 生命科学園駅 | 生命科学园站 | Life Science Park      | 2.367     | 26.307    | 地上区間   |                     | 北京市 | 昌平区 |
| 西二旗駅     | 西二旗站     | Xi'erqi                | 5.440     | 31.747    | 地上区間   | ■13号線             | 北京市 | 海淀区 |
| 清河駅       | 清河站       | Qinghe Railway Station | 1.546     | 3.3293    | 地下区間   | ■CR線               | 北京市 | 海淀区 |
| 朱房北駅     | 朱房北站     | Zhufangbei             |           |           | 地下区間   | [ 10 ]              | 北京市 | 海淀区 |
| 清河小営橋駅 | 清河小营桥站 | Qinghe Xiaoyingqiao    |           |           | 地下区間   | ■19号線（建設予定） | 北京市 | 海淀区 |
| 学知園駅     | 学知园站     | Xuezhiyuan             |           |           | 地下区間   | [ 10 ]              | 北京市 | 海淀区 |
| 六道口駅     | 六道口站     | Liudaokou              |           |           | 地下区間   | ■15号線             | 北京市 | 海淀区 |
| 学院橋駅     | 学院桥站     | Xueyuanqiao            |           |           | 地下区間   |                     | 北京市 | 海淀区 |
| 西土城駅     | 西土城站     | Xitucheng              |           |           | 地下区間   | ■10号線             | 北京市 | 海淀区 |
| 薊門橋駅     | 蓟门桥站     | Jimenqiao              |           |           | 地下区間   | ■12号線             | 北京市 | 海淀区 |